# Ancien Régime
(Charles-Maurice de Talleyrand-Périgord)

Luigi XIV di Francia (il Re Sole), sotto il cui regno l'Ancien Régime raggiunse una forma di governo assolutista; ritratto di Hyacinthe Rigaud, 1701.

Ancien Régime (o Antico Regime) è il termine che i rivoluzionari francesi utilizzavano per riferirsi al sistema di Governo che aveva preceduto la loro rivoluzione omonima, ossia la monarchia assoluta. Il termine all'epoca aveva una chiara connotazione dispregiativa e come tale venne usato per estensione anche per le altre monarchie europee che mostravano sistemi di governo simili; in chiara contrapposizione al precedente venne coniato il termine di Nouveau Régime (in Spagna, Régimen Liberal).

## Origine del termine
Il termine cominciò a essere usato durante la Rivoluzione francese, ma si generalizzò, soprattutto in ambito letterario, grazie a Alexis de Tocqueville, autore del saggio L'Ancien régime et la révolution. Nel testo viene indicato che «la rivoluzione francese ha battezzato ciò che ha abolito» (in francese: «la Révolution française a baptisé ce qu'elle a aboli»). Tocqueville conferì al concetto un vago sapore di contrapposizione fra l'Ancien régime e il periodo rinascimentale, che venne generalmente accettata dalla storiografia del XIX e della prima metà del XX secolo e che è stata ampiamente discussa dagli storici posteriori (e, in particolare, da François Furet).
L'uso del termine nelle discipline economiche e sociali viene attribuito a Ernest Labrousse, celebre studioso dell'Ancien Régime (vedasi il saggio Crise de l'économie française à la veille de la Révolution del 1945) e fu diffuso dalla contemporanea École des annales, con grande accettazione in Italia e in Europa.

## Il contesto storico

### Inizi
Lo storico francese Goubert ha scritto:
da qui la difficoltà a periodizzarlo.
La maggioranza degli storici ritiene che il passaggio dal Medioevo all'Ancien Régime non sia segnato da una frattura netta, ma da una lenta evoluzione tra il XIV e il XVII secolo. Si tratta infatti di una transizione lungo vari assi. Economicamente, si potrebbe vedere come la transizione dal feudalesimo al capitalismo; socialmente, come una crescente contrapposizione fra l'aristocrazia di corte e una nascente borghesia che non ha ancora accesso alle prerogative e privilegi della classe dominante; politicamente, come l'affermazione della monarchia assoluta che difende le prerogative del clero e dell'aristocrazia.

### Lo sviluppo economico e demografico
Considerata tendenzialmente immobile, la società dell'Ancien Régime subì in realtà alcune profonde trasformazioni nel corso del XVIII secolo. La crescita demografica fu lenta, ma ininterrotta, difatti nel XVIII secolo la popolazione europea crebbe del 66%, passando da 118 a 193 milioni di abitanti. In Italia la crescita fu più o meno in linea con le altre nazioni europee, registrando un incremento del 38%, passando dai circa 13 milioni di abitanti del 1700 ai quasi 18 milioni di fine secolo.
Gli storici e i demografi non sono in grado di dare motivazioni univoche a questo incremento della popolazione. Le ragioni principali vanno comunque cercate nella riduzione della mortalità e da un incremento della natalità, soprattutto a causa della riduzione delle epidemie che avevano flagellato tutto il Medioevo, delle guerre e delle carestie. Infine, si interruppe il tradizionale andamento ciclico della demografia caratterizzato dal rapporto e dalla dipendenza reciproca fra popolazione e risorse alimentari. Si parla in demografia di un Ancien Régime demografico, caratterizzato per l'appunto da una transizione demografica che contempla nella sua teoria il passaggio dagli alti tassi di nascita e mortalità dell'epoca precedente ad una speranza di vita più lunga e ad una ridotta mortalità, dovuta alla riduzione delle catastrofi che colpivano periodicamente la popolazione.
Era comune, durante l'Ancien Régime, il matrimonio tardivo rispetto ai secoli precedenti. Questo avveniva tipicamente dopo la morte del padre, il quale esercitava la patria potestà per tutta la vita su tutti i figli. Il figlio primogenito prendeva il posto di Pater Familias, assicurando a se stesso e alla sua famiglia la continuità della stabilità economica. Una vita di celibato era l'alternativa a una vita di ristrettezze per secondogeniti e terzogeniti. Si intuisce perché l'aumentare della speranza di vita abbia fortemente influito sulla società verso la fine del periodo. Lo sviluppo economico era reso difficile a causa dei forti vincoli ai quali la coltivazione della terra era sottomessa. Ricordiamo che, fino alla rivoluzione industriale, la maggior parte della popolazione era contadina e la proprietà della terra era nelle mani della nobiltà o del clero, poteri che esercitavano forti imposte sulla produzione.
I feudi in questo periodo non erano ereditari perché il vassallo aveva tutto il potere di concedere e revocare i diritti di utilizzo del feudo a proprio piacimento e questo rendeva difficile la crescita economica delle famiglie contadine. A tal proposito influivano anche la Chiesa, che teneva a "manomorta" i propri territori, e i comuni, che possedevano il resto delle terre coltivabili. Le conseguenze di questa distribuzione delle ricchezza faceva sì che non si potesse disporre liberamente delle proprietà terriere, bloccando di fatto il libero mercato della terra. Solo i mercanti, investendo le ricchezze accumulate nel commercio, riuscirono a poco a poco ad acquistare vaste aree di terreno, soppiantandosi localmente alla nobiltà tradizionale.
Al tempo stesso, su una parte delle terre feudali la comunità contadina godeva di certi diritti, i cosiddetti usi civici, come quelli di pascolo, di spigolatura, di raccolta della legna, ecc. Questi erano ben lontani da un regime equilibrato di reciprocità, ma indicavano un'erosione dei privilegi signorili. I contadini non erano più servi della gleba dal Basso Medioevo, il che permetteva loro durante l'Ancien Régime di approfittare nell'eccedenza produttiva delle terre del signore, almeno in Europa Occidentale, mentre in Europa Orientale venivano asserviti agli inizi del XVII secolo. I signori feudali tentavano di recuperare quanto più potevano di questa ricchezza inasprendo i gravami feudali come reazione dalla mancanza di privatizzazione integrale della terra.

## La società

### Gli Stati

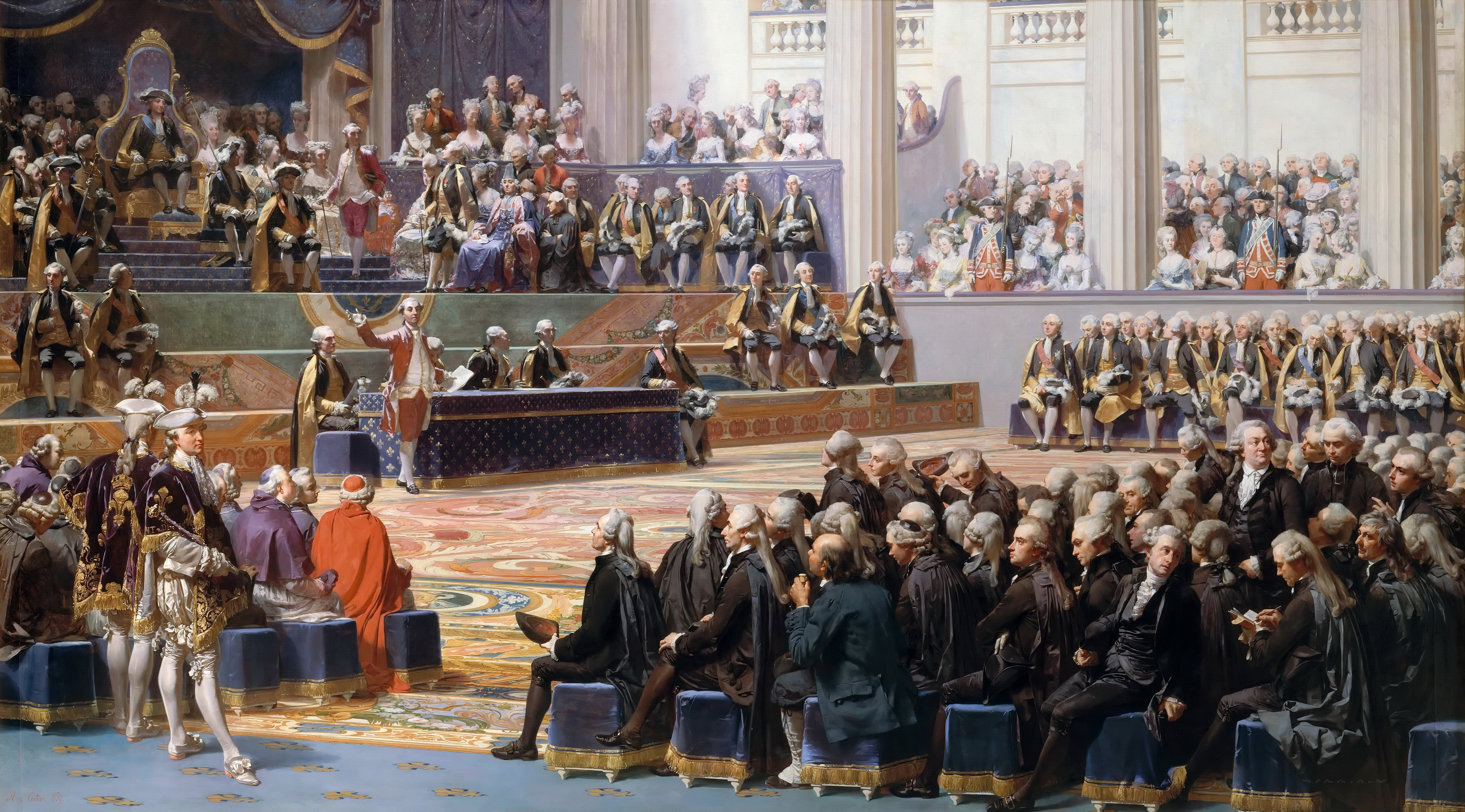
Versailles, 5 maggio 1789, apertura degli Stati Generali (Auguste Couder, olio su tela, 1839).

Una delle caratteristiche principali dell'Ancien Régime è un ordinamento sociale in tre ceti, la cui appartenenza è perfettamente definita praticamente sin dalla nascita, i cosiddetti Stati: clero (Primo Stato), nobiltà (Secondo Stato) e resto del popolo (Terzo Stato). L'aristocrazia era laica, anche se in parte coincideva con il clero. Aristocrazia e clero erano al di sopra del resto della popolazione, anche se il Terzo Stato era costituito dalla stragrande maggioranza dei cittadini. I diritti delle persone non erano uguali: legalmente gli ecclesiastici e i nobili detenevano una serie di privilegi che erano negati al resto del popolo.
L'interpretazione storiografica della naturalezza della società suddivisa in compartimenti stagni ha dato origine a un dibattito animato fra chi usa il concetto di classe, derivato dal materialismo storico e chi da una posizione vicina dal funzionalismo sociologico e antropologico preferisce parlare di una società costituita da ordini. Roland Mousnier identifica l'onore, lo status e il prestigio come marcatori sociali più significativi della ricchezza. Secondo questa prospettiva, la società dell'Ancien Régime era divisa verticalmente secondo dei ranghi sociali, ossia secondo relazioni fra padrone e cliente e non orizzontalmente secondo le classi sociali.
Il ruolo della borghesia è stato anche oggetto di profonde controversie. In alcuni casi, i ricchi commercianti sono stati l'appoggio principale dei monarchi per rafforzare il loro potere, in un'alleanza benefica per entrambe le parti che ha spinto alla formazione dei mercati nazionali, a sfavore della nobiltà e del clero. In altre occasioni e periodi sembra che la monarchia non sia null'altro che una super-struttura che esercita un potere a beneficio degli Stati dominanti, clero e aristocrazia, mentre i borghesi sono messi da parte, anche se tentano di accedere ai poteri della nobiltà facendosi assegnare un titolo. Il "salto" di classe per i borghesi è rappresentato dall'acquisto di terre e il matrimonio ineguale con nobili impoveriti, a volte i titoli nobiliari erano semplicemente dispensati dai monarchi in cambio di risorse finanziarie.
Gli Stati si riunivano nell'assemblea degli Stati generali e le delibere avvenivano mediante il computo delle votazioni unitarie di ogni singolo Stato. La convocazione degli Stati generali, i cui poteri decisionali erano nulli, era a completa discrezione del re, tant'è che in Francia, tra il 1614 e il 1789 gli Stati generali non furono mai convocati. Il 20 giugno 1789, il Terzo Stato, parte del clero e della nobiltà formarono l'Assemblea Nazionale Costituente, con l'intento di abbattere l'Ancien régime e redigere una costituzione.

### Sistema politico

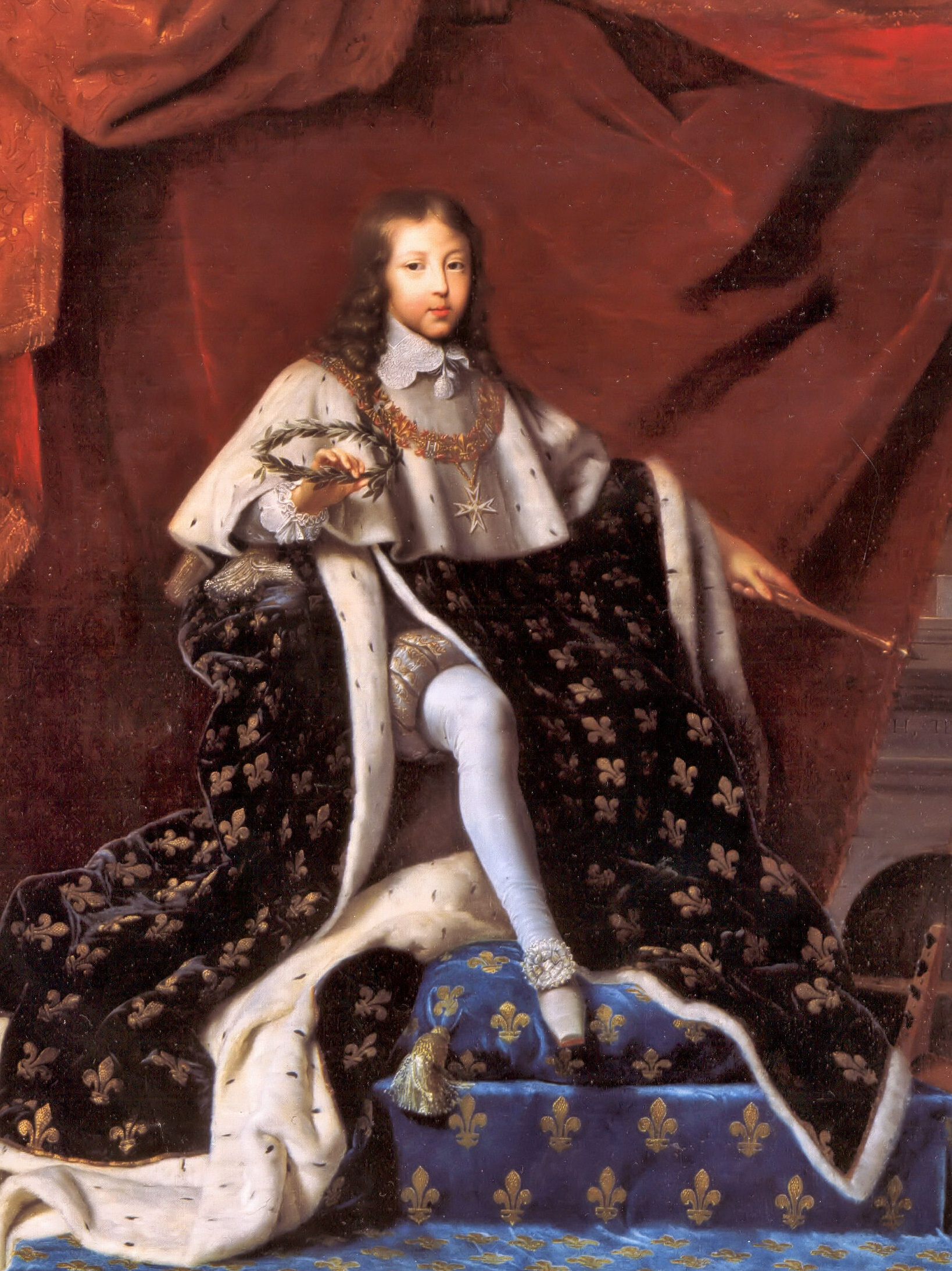
Luigi XIV il Re Sole, nel 1648, all'età di dieci anni (Henri Testelin, olio su tela).

Nel Basso Medioevo, per aumentare il proprio potere, i comuni appoggiavano i sovrani contro i nobili feudali, portando a uno scambio: i Signori, riconoscendo l'imperatore e pagandogli imposte, vennero legittimati e riconosciuti come autorità da sudditi e principi. Questo cambiamento fu reso possibile grazie all'incapacità dei sovrani tedeschi di mantenere l'ordine nell'Italia del nord, per esempio, e grazie alla poca difficoltà che i Signori incontravano per essere riconosciuti come autorità legittima. Durante il Trecento le borghesie cittadine con complesse manovre economiche, tendevano a procurarsi il controllo di territori sempre più vasti attorno alla città per imporre il proprio monopolio economico e anche allo scopo di eliminare, anche con la forza, le signorie minori. "Dalla piccola signoria, cioè, si passa al principato, che è uno stato regionale in cui i poteri sono saldamente concentrati nelle mani di un principe, il quale, come i monarchi europei, è riuscito a limitare i poteri della vecchia nobiltà e delle gerarchie ecclesiastiche".
Da parte sua, il sovrano restringeva il potere dei rappresentanti delle Signorie, che fossero borghesi, patrizi o signori. Essi non erano quasi mai convocati a corte e, quando questo succedeva, non avevano mai la decisione finale. Nel caso della corte di Castiglia, i rappresentanti delle signorie erano convocati solo per approvare gli imposti. Il modello viene rotto solo nel caso in cui le istituzioni rappresentative ottengono un ruolo maggiore, come nel caso del Parlamento inglese nel XVII secolo o degli Stati generali in Francia nel 1789.
Il re stringeva fra le sue mani tutti i poteri (esecutivo, legislativo e giudiziario), anche se nella pratica doveva far uso di un'enorme struttura burocratica e di rappresentanti o segretari che svolgevano le mansioni di governo in sua vece. Le monarchie assolute al potere nel Medioevo si basavano su un esercito di mercenari contrattato dal sovrano, anche se in caso di guerra venivano reclutati forzatamente civili nel popolino per rinfoltire i ranghi e difendere il paese. A partire dal XVII secolo s'instaurarono monarchie di tipo assoluto. Questo tipo di governo venne giustificato da un'attribuzione divina, senza che il re dovesse il suo potere ad alcun intermediario. Il re doveva dare conto delle sue azioni unicamente davanti a Dio, rendendo il suo regno di diritto divino. L'esempio migliore di monarchia assoluta di diritto divino fu quello della Francia del Re Sole, che trovò il suo miglior teorico in Bossuet.
Le leggi erano promulgate dal sovrano ed erano l'espressione della sua volontà personale, anche se egli doveva tenere in conto i costumi e gli usi del regno, ma questi "usi e costumi" erano vaghi e spesso contraddittori. I sudditi non avevano quindi nessun diritto garantito o difendibile davanti allo Stato, che non aveva fra le sue funzioni quella di garantire i diritti dei cittadini, come si avrà più tardi nello Stato di diritto. Vi era però una diffusa costellazione di diritti e privilegi, differenti a seconda della condizione individuale, familiare corporativa o territoriale di ciascuno. Vi si aggiungevano anche una serie di doveri verso il re, la cui capacità nell'imporli o esigerli era più ampia in teoria che in pratica.
La libertà degli individui era costantemente minacciata dalla polizia, che poteva arrestare chiunque dietro un semplice ordine del re espresso attraverso la lettre de cachet. La ragione della detenzione non veniva specificata, solamente che "tale era la volontà del re" (car tel est mon bon plaisir). La censura era anche onnipresente, basicamente esercitata dall'autorità ecclesiastica; non esisteva infatti durante l'Ancien Régime la libertà di culto: si applicava il principio del cuius regio eius religio (seguire la stessa religione dell'autorità locale, il re nel caso della Francia) della Dieta di Augusta.

### La struttura della famiglia
La differenza fra la società di Ancien Régime e la realtà contemporanea si rimarcano anche nella composizione della famiglia. Nell'epoca pre-industriale si tende a un modello familiare esteso o allargato, in cui convivono tre generazioni (nonni, genitori e figli) insieme con altri parenti e a un numero variabile di domestici e garzoni. Dopo la rivoluzione industriale la società cambia e si avrà, almeno tendenzialmente, una famiglia nucleare o coniugale, formata dai soli genitori e i figli.

## L'ambiente
I cambiamenti ambientali ebbero un forte peso sulla transizione dall'Ancien Régime. Anche se è difficile valutarne l'impatto, lo sviluppo demografico, il miglioramento delle condizioni ambientali, igieniche, climatiche, ecc. parteciparono a modificare la società, anche se è complesso fornire valutazioni accurate e generalizzate.

### Le malattie endemiche
Grandi epidemie, come quelle di peste cominciarono a sparire dal panorama europeo nel Settecento, anche se Marsiglia fu ancora colpita nel 1720-23 e Messina nel 1743. 
Alcuni attribuiscono questa scomparsa al prevalere del ratto marrone (Rattus norvegicus) sul ratto nero (Rattus rattus), quest'ultimo portatore della pulce che trasmette la peste all'uomo. Inoltre, migliorò la capacità a isolare i focolai epidemici, come avvenne, per esempio, col "cordone sanitario" durissimo dell'epidemia di Messina del 1743. Un impatto lo ebbe sicuramente anche la costruzione di case in pietra al posto di quelle in legno, una tendenza iniziatasi a Londra dopo il grande incendio. Questo costringeva i topi a uscire dai nascondigli e la luce, così come le condizioni di vita mutate, uccise la maggior parte delle pulci portatrici del morbo. Il miglioramento del regime nutrizionale dell'uomo contribuì ad aumentare la resistenza alle epidemie e a debellarle.
Nello stesso periodo, mentre la peste declinava, il vaiolo ebbe il primato di pericolosità, né tanto meno si attenuarono le altre tradizionali malattie endemiche, come il tifo, la dissenteria e le varie forme influenzali. La maggiore organizzazione ospedaliera non ridusse la mortalità, probabilmente anzi l'accrebbe, poiché i luoghi di cura accentuavano le probabilità d'infezione e contagio. L'inoculazione antivaiolosa, a cui si ricorreva nel Settecento, fu spesso letale e, fino alla scoperta di Edward Jenner sull'efficacia della vaccinazione effettuata con i germi del vaiolo vaccino (1796), l'unico rimedio sicuro fu il controllo del contagio.

### Lo sviluppo delle città
Lo sviluppo demografico delle città fu una delle caratteristiche principali del periodo: Parigi, Londra, Madrid, Napoli, Istanbul, Venezia, Milano e Roma superano tutte i centomila abitanti. L'unione in uno stesso luogo, la città, di una così grande quantità di lavoratori contribuì ad accelerare la transizione dal feudalesimo al capitalismo; ad esempio, il ruolo di Londra nella creazione di un mercato nazionale, come quello di Parigi, fu fondamentale. Durante l'epoca preindustriale rimase comunque preponderante l'impiego della popolazione nelle attività agricole, le quali hanno una produttività e un rendimento molto basso. Le tecnologie impiegate in agricoltura ebbero un'evoluzione molto lenta, condannando la popolazione dei campi a una dipendenza dai cicli stagionali e a periodiche crisi alimentari, in particolare nei mesi precedenti il raccolto, quando il grano era al massimo del prezzo. Non è per caso che queste congiunture generarono movimenti di scontento e rivolte contadine, come il Crudele giovedì grasso nel 1511. La scarsità di risorse e l'amplificazione delle rivolte, sia in campagna sia in città, portarono in alcuni casi ripercussioni politiche, come la stessa rivoluzione francese nel 1789.

## La fine dell'Ancien Régime in Francia
(A. Quondam, Rinascimento e classicismi. Forme e metamorfosi della modernità, Bologna, Il Mulino, 2013, p. 85.)
La monarchia assoluta fu deposta in seguito alla rivoluzione francese. Dapprima venne istituita una monarchia costituzionale: il potere legislativo veniva dato a un Parlamento (che era stato richiesto dal Terzo Stato il 20 giugno 1789 tramite il Giuramento della Pallacorda), il potere esecutivo veniva affidato ai ministri nominati dal re e il potere giudiziario ai magistrati eletti dal popolo.
La Costituzione fu redatta dall'Assemblea legislativa voluta dallo stesso re Luigi XVI, non potendo resistere: la nobiltà e il clero avrebbero dovuto lavorare insieme con il Terzo Stato. Con il passaggio alla repubblica venne preparata un'altra costituzione, e un'altra ancora venne scritta sotto l'influsso della ricca borghesia nel 1795: il potere legislativo veniva affidato a due camere, il Consiglio degli Anziani e il Consiglio dei Cinquecento, il potere esecutivo al Direttorio. La rivoluzione che nasceva come movimento popolare era finita con la vittoria della borghesia.
Luigi XVI, deposto definitivamente nel 1792, fu ghigliottinato il 21 gennaio 1793, ma il vero atto simbolico della fine del regime fu la morte sulla ghigliottina della regina Maria Antonietta, moglie del re, il 16 ottobre dello stesso anno, che era stata infatti un'accesa sostenitrice del diritto divino dei re, convinta e implacabile avversaria della causa rivoluzionaria, diventando quindi un simbolo del dispotismo tout court e ostinata roccaforte dell'ancien régime fino alla fine.
Il congresso di Vienna tentò un ripristino parziale dell'Ancien Régime nel 1815, la cosiddetta Restaurazione, in Francia, rimettendo sul trono i Borboni col fratello del re ghigliottinato, Luigi XVIII. La Restaurazione francese cominciò a vacillare già dal 1830 con la rivoluzione di luglio, che depose il re Carlo X, ultimo fratello superstite di Luigi XVI, e avendo il colpo di grazia con la rivoluzione francese del 1848, che pose fine alla monarchia francese con l'abdicazione di Luigi Filippo.
Lo storico statunitense Arno Mayer parla invece di una "persistenza dell'Ancien Régime". Egli stima infatti che il XIX secolo e la prima metà del XX secolo siano stati di fatto una continuità dell'Ancien Régime. Gli indizi di questa continuità sarebbero da cercare sia nell'ordinamento politico sia nel campo dell'economia. Il Terzo Stato, diventato piccola borghesia e proletariato nel corso del XIX secolo, rimase disorganizzato e sotto il giogo dell'aristocrazia reazionaria fino al termine della seconda guerra mondiale, quando l'ordine sociale fu fortemente modificato dalle conseguenze della guerra.